# 和平乡 (衡阳市)
和平乡，是中华人民共和国湖南省衡陽市珠晖区下辖的一个乡镇级行政单位。

## 行政区划
和平乡下辖以下地区：
新华村、五四村、东山村、江东村、和平村、洪塘村、新民村和湖东村。